# Новопетрово (Башкортостан)
Новопетрово (баш. Яңы Петров) — село в Бирском районе Республики Башкортостан Российской Федерации. Входит в состав Старопетровского сельсовета. 

## География

### Географическое положение
Находится на берегу реки Белой.
Расстояние до:
- районного центра (Бирск): 27 км,
- центра сельсовета (Питяково): 9 км,
- ближайшей ж/д станции (Уфа): 126 км.

## Население
| 2002 | 2009 | 2010 |
| ---- | ---- | ---- |
| 25   | ↘18  | ↗21  |

Согласно переписи 2002 года, преобладающая национальность — русские (100 %).